# Parlement van Tokelau
Het Parlement van Tokelau (Tokelaus: Fono) is het wetgevende orgaan in de Tokelause politiek en telt 20 partijloze leden (tot 2008 15). Het komt drie à vier keer per jaar samen voor een sessie van drie tot vier dagen op het atol waar de premier resideert. Buiten die tijd worden de eilanden nationaal bestuurd door de regering.
Om de drie jaar worden er parlementsverkiezingen gehouden. Atafu en Fakaofo worden elk vertegenwoordigd door zeven parlementsleden, Nukunonu heeft zes volksvertegenwoordigers. Van elk atol zijn de faipule (dorpschef en nationaal minister), de pulenuku (burgemeester en portefeuilleloos regeringslid) en enkele leden van de Taupulega (Raad der Ouderen) automatisch parlementslid.

## Samenstelling 2010-2011

### Atafu (7)
- Vasi Aleni
- Nofo Iupati

- Kelisiano Kalolo (lid taupulega)
- Kuresa Nasau (faipule en premier)
- Lepaia Simi (lid taupulega)

- Enosa Sirila (lid taupulega)
- Nouata Tufoua (pulenuku)

### Fakaofo (7)
- Gaualofa Gaualofa (lid taupulega)
- Kaio Isaako

- Kelesoma
- Kolouei O'Brien (lid taupulega)
- Foua Toloa (faipule)

- Tinielu Tuumuli (pulenuku)
- Makalika Vitale

### Nukunonu (6)
- Hihi Aleki
- Lino Isaia (pulenuku)

- Kele Perez
- Mika Perez (lid taupulega)

- Pio Tuia (faipule)
- Ioane Tumua (lid taupulega)